# Masyr
Masyr bzw. Mosyr (belarussisch Мазыр Masyr; russisch Мозырь Mosyr, polnisch Mozyrz) ist eine Stadt mit etwa 110.000 Einwohnern (2006) in der Homelskaja Woblasz im Südosten von Belarus, 133 km südwestlich von Homel und 320 km südlich von Minsk. Masyr liegt am Ufer des Prypjat (Pripjet) nahe dem Sperrgebiet, das infolge des Nuklearkatastrophe von Tschernobyl eingerichtet wurde.

## Geschichte
Die erste urkundliche Erwähnung von Masyr, einer der ältesten belarussischen Städte, ist für das Jahr 1155 belegt,
als sie der Kiewer Fürst Jurij Dolgorukij dem Tschernigower Fürsten Swjatoslaw Olgowitsch übergab. Im Laufe der Jahrhunderte gehörte Masyr mehreren Herrschaftsbereichen an (Kiewer, Tschernigower, Turower Fürstentum). Seit Mitte der 1560er Jahre war es als ein Handelszentrum des Landkreises (Pawet) Kiew Teil des Großfürstentums Litauen, 1569 gehörte es infolge der Lubliner Union zur Rzeczpospolita, als Stadt in der Mensker (Minsker) Woiwodschaft. Das Magdeburger Stadtrecht erhielt Masyr 1577, ein Stadtwappen erst später; die entsprechenden Dokumente werden heute im nationalen historischen Archiv von Belarus in Minsk aufbewahrt.
Infolge eines großen Stadtbrandes zu Beginn des 17. Jahrhunderts sind das Schloss von Masyr und ein Teil der Stadt bis auf die Grundmauern niedergebrannt. In diesem Zusammenhang wurden 1609–1613 Maßnahmen zum Wiederaufbau ergriffen, nach denen an die Einwohner der Befehl erging, das Schloss sowie die Plätze der Stadt wieder aufzubauen. 1648 war Masyr Schauplatz des Chmelnyzkyj-Aufstandes gegen die adeligen Großgrundbesitzer.
Nach der zweiten polnischen Teilung 1793 fiel die Stadt an das Russische Reich und wurde Kreisstadt im Gouvernement Minsk. Der Bau einer eigenen Eisenbahnstrecke in der Region Palessia, in den 1880er Jahren trug entscheidend zum wirtschaftlichen Wachstum von Stadt und Region bei. 1885 entstand in der Stadt die Streichholzfabrik Molnija (‚Blitz‘).
1917 wurde in Masyr die Sowjetmacht errichtet. Von Februar bis Dezember 1918 befand sich die Stadt unter deutscher Okkupation. Im Polnisch-Sowjetischen Krieg wurde sie vom 5. März bis 29. Juni 1920 von Polen besetzt. Ab 1924 war Masyr in der noch jungen Sowjetunion Kreisstadt, d. h. Zentrum eines Rajon, 1926/27 gehörte es dem Rajon Slabada an, 1924–1930 und 1935–1938 war es Zentrum des Kreises Masyr, 1938–1954 Hauptstadt des Gebietes (Woblasz) Palessia. Seit 1954 gehört die Stadt dem Gebiet Homel an.
Kurz vor dem Zweiten Weltkrieg lebten in Masyr 6300 Juden, ungefähr ein Fünftel der Bevölkerung, es gab jiddische Schulen und eine Kammer des Gerichts verhandelte in jiddischer Sprache. Unmittelbar nach dem deutschen Überfall auf die Sowjetunion kam es am 22. August 1941 zu ersten Massakern. Ende 1941 errichteten die Deutschen ein Ghetto. Am 7. Januar 1942 wurden 1150 oder 1500 Juden ermordet.

### Bevölkerungsentwicklung
| Jahr | Einwohner | Jahr | Einwohner |
| ---- | --------- | ---- | --------- |
| 1552 | 1.500     | 1959 | 26.426    |
| 1576 | 2.000     | 1970 | 48.803    |
| 1724 | 1.500     | 1973 | 58.000    |
| 1795 | 2.000     | 1979 | 73.463    |
| 1825 | 3.000     | 1989 | 100.254   |
| 1850 | 6.500     | 1991 | 103.000   |
| 1878 | 7.834     | 1997 | 108.000   |
| 1897 | 8.067     | 2004 | 111.500   |
| 1907 | 9.976     | 2009 | 108.792   |
| 1927 | 14.300    | 2016 | 112.003   |
| 1939 | 17.477    | 2017 | 111.801   |

## Klima
|                       | Jan  | Feb  | Mär  | Apr  | Mai  | Jun  | Jul   | Aug  | Sep  | Okt  | Nov  | Dez  |   |      |
| Mittl. Tagesmax. (°C) | −1,7 | −0,7 | 4,7  | 14,0 | 20,6 | 23,0 | 25,0  | 24,1 | 18,3 | 11,5 | 3,7  | −0,8 | ⌀ | 11,9 |
| Mittl. Tagesmin. (°C) | −6,8 | −7,0 | −2,8 | 2,8  | 8,3  | 11,9 | 13,8  | 12,6 | 8,1  | 3,4  | −1,4 | −5,5 | ⌀ | 3,2  |
|                       |      |      |      |      |      |      |       |      |      |      |      |      |   |      |
| Niederschlag (mm)     | 41,0 | 38,0 | 42,0 | 43,0 | 59,0 | 87,0 | 102,0 | 64,0 | 60,0 | 52,0 | 49,0 | 47,0 | Σ | 684  |

| −6,8 |

| −7,0 |

| −2,8 |

| 2,8 |

| 8,3 |

| 11,9 |

| 13,8 |

| 12,6 |

| 8,1 |

| 3,4 |

| −1,4 |

| −5,5 |

| −6,8 |

| −7,0 |

| −2,8 |

| 2,8 |

| 8,3 |

| 11,9 |

| 13,8 |

| 12,6 |

| 8,1 |

| 3,4 |

| −1,4 |

| −5,5 |

## Wappen
Beschreibung: In Blau ein goldbewehrter schwarzer Adler.
Dieses geht zurück auf eine Darstellung aus dem 17. Jahrhundert im Zusammenhang mit der Verleihung der Privilegien des Magdeburger Rechts.

## Wirtschaft und Tourismus
Masyr ist zusammen mit Nawapolazk Zentrum der Erdölindustrie von Belarus. In Masyr befindet sich eine der beiden Erdölraffinerien des staatlichen Belnaftachim-Konzerns. Weitere in der Stadt ansässige Wirtschaftszweige sind der Maschinenbau, die Metall- und holzverarbeitende Industrie, die chemische Industrie, die Leichtindustrie (so z. B. die Textilfabrik Nadex) sowie die Nahrungsmittelindustrie; so stellt z. B. die Firma Mosyrsol Küchensalz her. Das pharmazeutische Unternehmen Etanol, welches neben medizinischen Produkten auch alkoholhaltige Substanzen produziert, war zu Sowjetzeiten nach eigenen Angaben das größte in der Mikrobiologie tätige Unternehmen des Landes.
Die staatlichen Hotels sind das Dynama, die Elada sowie die Hotelanlagen Prypjat.
An Touristenattraktionen bietet Masyr eine Sommerrodelbahn und im Winter einen kostenlosen Skilift. Zudem befindet sich im Zentrum ein sehr sehenswertes Schloss.

## Verkehr
In Masyr verkehrt, neben Bussen, seit dem 1. August 1988 eine Straßenbahnlinie, deren Streckenlänge 20 km beträgt. Damit ist Masyr neben Minsk, Wizebsk und Nawapolazk eine von vier Städten in Belarus mit Straßenbahnverkehr.
Die Eisenbahnstrecke Kalinkawitschy–Owrutsch (Ukraine) verläuft in sieben Kilometer Entfernung an Masyr vorbei. Durch Fernstraßen ist die Stadt mit Homel, Babrujsk und Owrutsch verbunden.
Obwohl die Stadt über den größten Hafen des Landes verfügt, ist weder die industrielle noch die touristische Schifffahrt besonders entwickelt.
Masyr verfügt über einen – inzwischen stillgelegten – Flughafen.

## Kultur

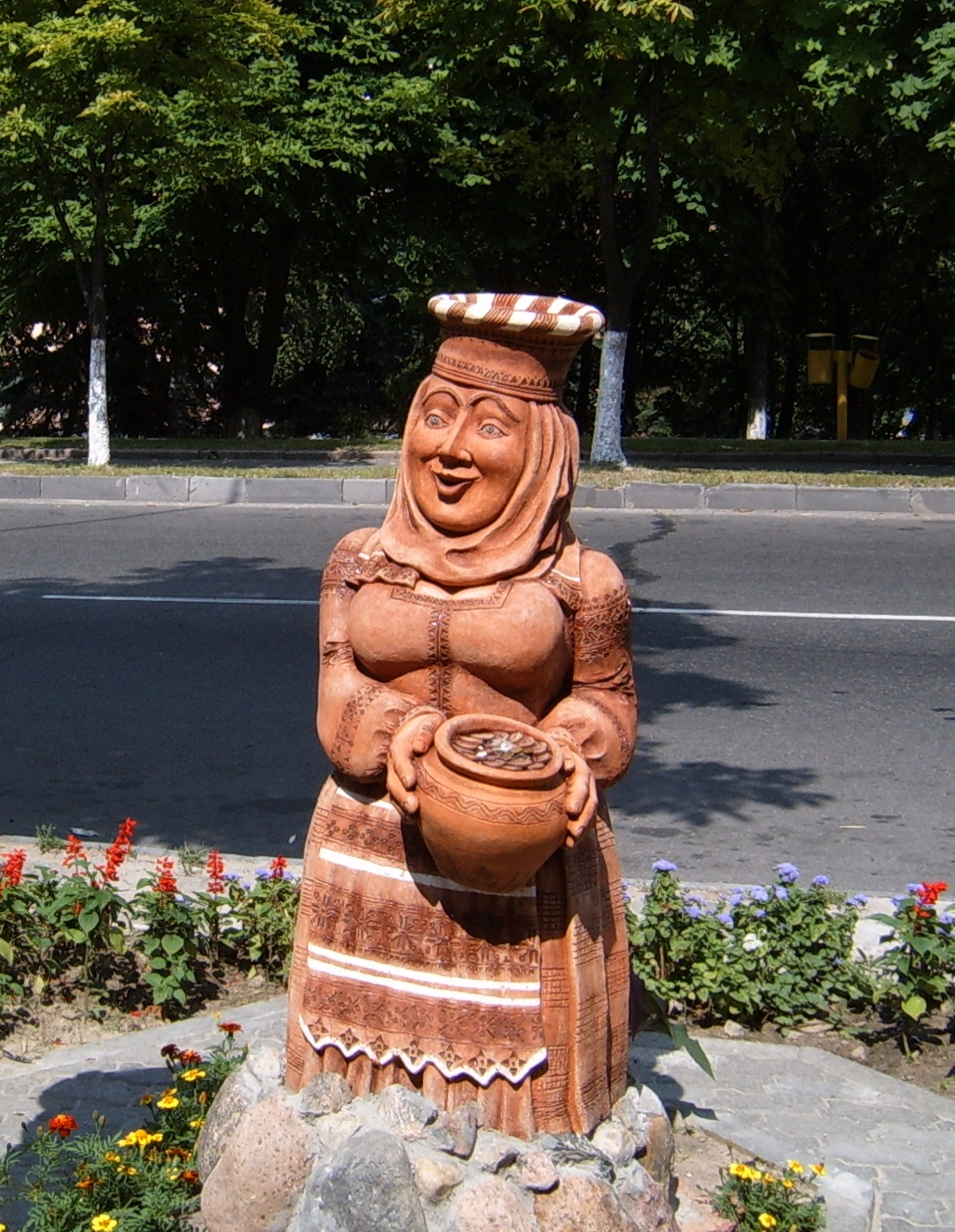
Skulptur in Masyr

In Masyr sind das Iwan-Melesch-Theater, die Philharmonie sowie das Landeskunde- und Kulturmuseum der Region Palessie, ein Museum für angewandte Kunst und eine städtische Ausstellungshalle ansässig. 1990 wurde der Kulturpalast des Erdölverarbeitungswerkes Masyr eröffnet, in dem ab und an auch bekanntere Künstler auftreten.
Das einzige Lichtspieltheater der Stadt ist das Kino Mir (‚Frieden‘), es sind mehr als 50 öffentliche Bibliotheken vorhanden.

## Bildung und Wissenschaft
In der Stadt befinden sich 15 Mittelschulen, vier Musikschulen, 35 Kindergärten sowie jeweils eine Berufsschule (Technikum) für Bauwesen, Geologie, Sport, medizinische Berufe.
- Мозырский государственный педагогический университет имени И.П. Шамякина:[20]

Die pädagogische Hochschule wurde 1944 gegründet und die ersten Absolventen verließen 1946 die Hochschule. Nach Ministerratsbeschluss der BSSR ist ihr 1964 der Name N(adeschda) K. Krupskaja verliehen worden. In den 1990er Jahren in die Staatliche pädagogische Nadeschda-Krupskaja-Universität Masyr umgewandelt und somit aufgewertet worden, ist sie letztlich 2006 nach präsidialen Erlass nach dem Schriftsteller Iwan Pjatrowitsch Schamjakin benannt worden. Die Universität trägt nunmehr den offiziellen Namen Staatliche pädagogische I.P. Schamjakin-Universität Masyr.

## Sport
Neben zahlreichen Schwimmbädern, Turnhallen und Stadien verfügt Masyr über Wintersportanlagen, die das touristische Standbein der Region bilden.
Der Fußballklub Slawija Masyr spielte in der Saison 2017 in der ersten belarussischen Liga.

## Sehenswürdigkeiten
- Die orthodoxe Kirche des Hlg. Michail einschließlich Kloster
- Die katholische Michaelskirche einschließlich Minoritenkloster

## Söhne und Töchter der Stadt
- L. A. Jarmolina (1900–1984), Theaterschauspielerin
- George de Mohrenschildt (1911–1977), US-amerikanischer Geologe und Bekannter von Lee Harvey Oswald
- Michail Finberg (* 1947), Dirigent
- Roman Gofman (* 1976), Generalmajor
- Aljaksandr Klimenka (* 1983), Fußballspieler
- Artem Milewskyj (* 1985), ukrainischer Fußballspieler
- Artur Litwintschuk (* 1988), Kanute und Olympiasieger
- Andrej Warankou (* 1989), Fußballspieler
- Dsjanis Lapzeu (* 1991), Fußballspieler
- Raman Ramanau (* 1994), Radsportler
- Ina Sawenka (* 1994), Radsportlerin
- Ksenija Sitnik (* 1995), Sängerin, Siegerin des Junior Eurovision Song Contest 2005

## Galerie

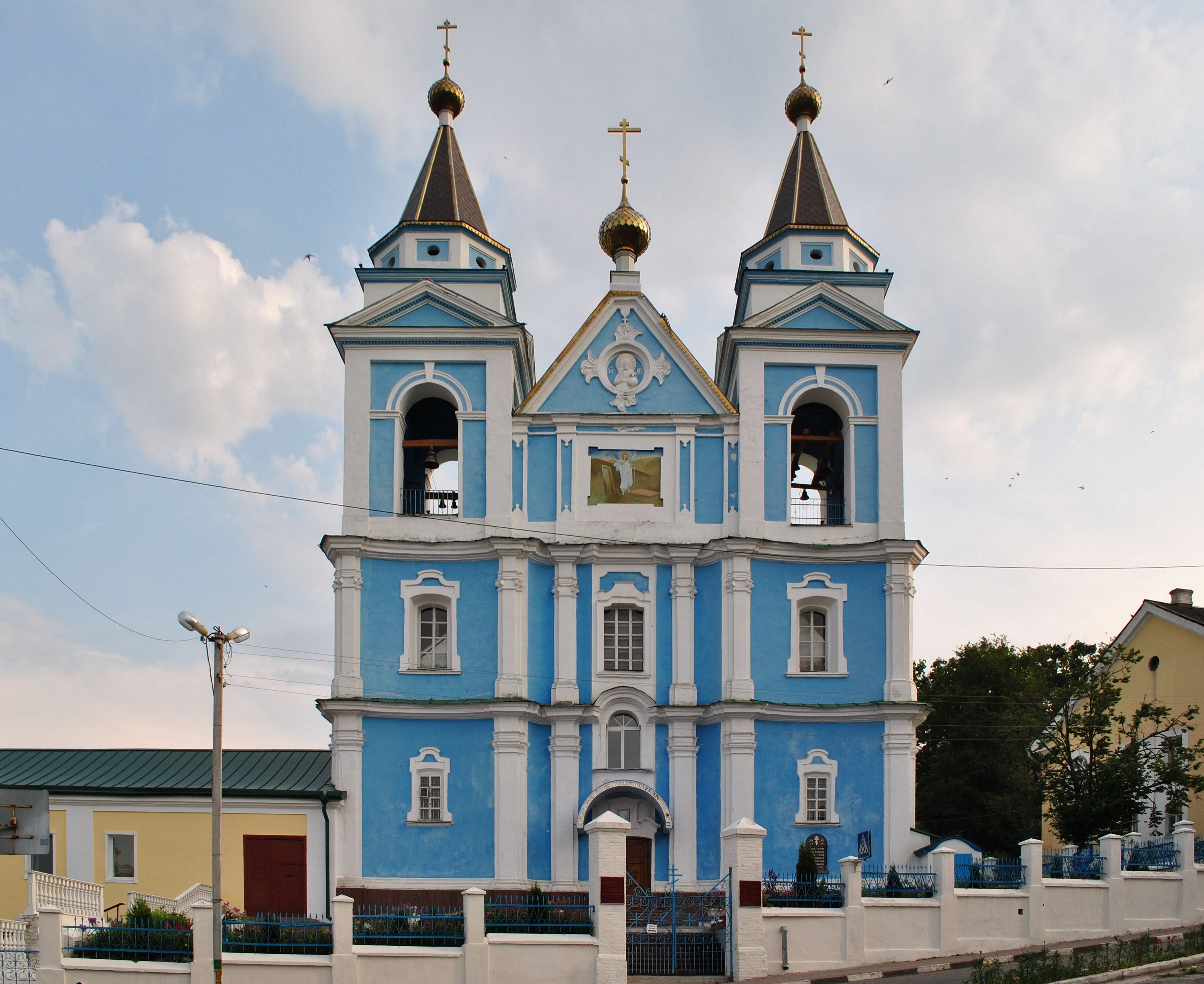
Orthodoxe Kirche des Hlg. Michail mit Kloster
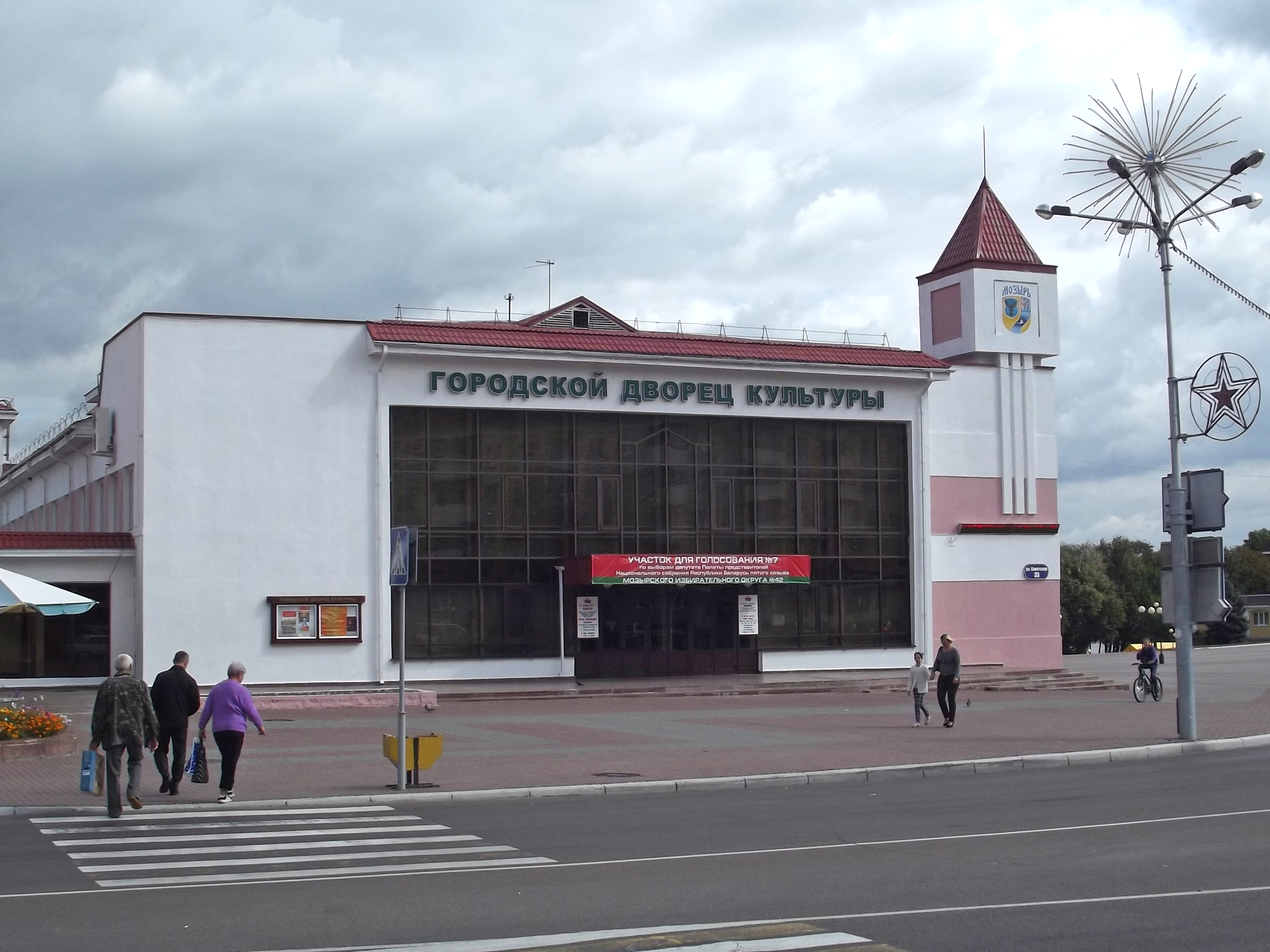
Kulturpalast
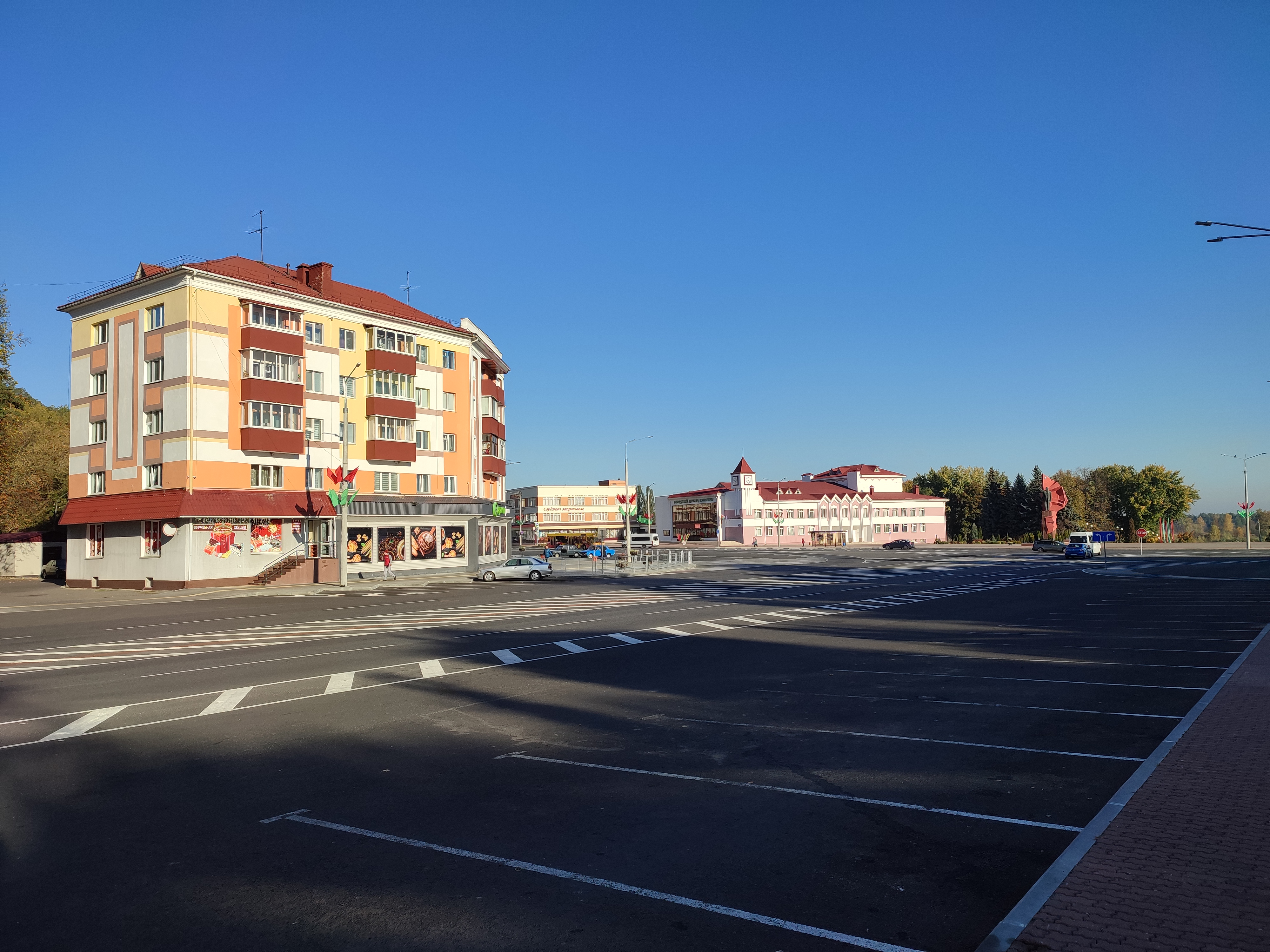
Lenin-Platz